# Голякова Тетяна Федорівна
Тетя́на Фе́дорівна Голяко́ва (нар. 15 червня 1974, Київ) — українська балерина, народна артистка України (2011), лауреат Премії ім. А. Ф. Шекери у галузі хореографічного мистецтва (2007).

## Життєпис
1992 — закінчила Київське державне хореографічне училище.
З 1992 — артистка балету Національного театру опери і балету імені Т. Г. Шевченка.
У складі колективу театру гастролювала в багатьох країнах світу, зокрема в Німеччині, Швейцарії, Франції, Іспанії, Італії, Японії, Канаді, США.

## Партії
- Аврора («Спляча красуня» П. Чайковського)
- Білосніжка («Білосніжка та семеро гномів» Б. Павловського)
- Жізель («Жізель» А. Адама)
- Кітрі («Дон Кіхот» Л. Мінкуса)
- Клара («Лускунчик» П. Чайковського)
- Мавка («Лісова пісня» М. Скорульського)
- Одетта-Одилія («Лебедине озеро» П. Чайковського)
- Раймонда («Раймонда» О. Глазунова)
- Русалонька («Русалонька» О. Костіна)
- Сванільда («Коппелія» Л. Деліба)
- Сильфіда («Сильфіда» Х. Левенсхольда)
- Ширін («Легенда про любов» А. Мелікова)

## Визнання
- 1994 — лауреат першого міжнародного конкурсу балету ім. С. Лифаря (Київ, 1-е місце)
- 1997 — лауреат Міжнародного конкурсу у Люксембурзі (Ґран-Прі)
- 1998 — лауреат конкурсу ім. Рудольфа Нурієва у Будапешті (срібна медаль)
- 1998 — заслужена артистка України[2]
- 2006 — лауреат Премії Міжнародного фонду Сержа Лифаря — «За втілення хореографії Сержа Лифаря» (Київ)
- 2007 — лауреат Премії ім. Анатолія Шекери у галузі хореографічного мистецтва
- 2011 — народна артистка України